# SN 2009W
SN 2009W – supernowa typu II-P odkryta 2 lutego 2009 roku w galaktyce A162347+1144. W momencie odkrycia miała maksymalną jasność 17,90m.